# Rolls-Royce 30 hp
La Rolls-Royce 30 HP est l'un des quatre véhicules devant être produits à la suite d'un accord du 23 décembre 1904 entre Charles Rolls et Henry Royce. Badgées comme une Rolls-Royce, la 30 hp a été produite au cours de 1905 et 1906 par la compagnie de Royce, Royce Ltd dans son usine de Trafford Park, Manchester. Elle a été vendue exclusivement par le concessionnaire automobile de Rolls, CSRolls & Co. Le moteur a été exposé au Salon de Paris en décembre 1904, avec un modèle de 10 chevaux, un de 20 chevaux pour fin de démonstration et un châssis pour un futur modèle de 15 chevaux.
Elle pouvait atteindre une vitesse maximale de 89 km/h. 37 exemplaires au total ont été fabriqués.